# Dubrova, Mîkolaiiv
Dubrova (în ucraineană Дуброва) este un sat în comuna Stilsko din raionul Mîkolaiiv, regiunea Liov, Ucraina.

## Demografie
Componența lingvistică a localității Dubrova
     Ucraineană (99,77%)
     Alte limbi (0,23%)
Conform recensământului din 2001, majoritatea populației localității Dubrova era vorbitoare de ucraineană (99,77%), existând în minoritate și vorbitori de alte limbi.